# Копытин, Юрий Васильевич
Юрий Васильевич Копытин (8 декабря 1946 года, Куйбышев — 10 марта 2024 года, Воронеж) — советский и российский хореограф, главный балетмейстер Воронежского русского народного хора (1984—2013), заслуженный деятель искусств Российской Федерации (2004). Лауреат Премии Правительства Российской Федерации (2020).

## Биография
Родился 8 декабря 1946 года в городе Куйбышев в семье высококвалифицированного слесаря-сборщика эвакуированного в город Воронежского авиазавода. Любовь к народной музыке воспринял от отца.
С десятилетнего возраста занимался во Дворце имени В. И. Ленина в детском танцевальном коллективе под руководством Ольги Павловны Павловой . В 1959 году пришёл в ансамбль песни и танца Дома культуры имени Ленина в городе Воронеж. В 1963 году окончил студию танца при Государственном Воронежском русском народном хоре, ученик А. П. Шостака, танцор-солист в ведущих хореографических ансамблей России («Берёзка» (1965—1969), ансамбля песни и пляски Московского военного округа (1969—1071), ансамбля «Воронежские просторы», с 1971 по 1983 год — ансамбля «Воронежские девчата» при Воронежской государственной филармонии. Продолжил образование в ГИТИСе, мастерство в танце повышал с Татьяной Алексеевной Устиновой.
Около 30 лет, с 1984 по 2013 год, работал главным балетмейстером Воронежского государственного академического русского народного хора имени Массалитинова. Творчески переосмыслял фольклор, поставил хореографические номера «Весенние игры», «Воронежские хороводы», «Лубочный танец», «На печи сижу» (стал особенно известен и исполняется различными танцевальными коллективами), «Танец с бубнами», «Чтой-то звон». Много лет сотрудничал с детским девичьим ансамблем «Карогод», вместе с Татьяной Грибановой руководил детским хореографическим коллективом «Матрёшка» при Воронежском Дворце творчества детей и молодёжи, для которого поставил хореографические номера «Матрёшка», «Канарейка», «Круговица», «Ностальгия», «Я на горку шла», «Карагод», «Кумушки».
В 2004 году удостоен звания заслуженный деятель искусств Российской Федерации. В 2020 году награждён Премией Правительства Российской Федерации в области культуры за цикл военно-патриотических произведений, посвященных Победе в Великой Отечественной войне 1941—1945 годов.
Ушёл из жизни 10 марта 2024 года. Похоронен на Левобережном кладбище Воронежа